# April (südkoreanische Band)
April (koreanisch 에이프릴) war eine sechsköpfige südkoreanische Girlgroup der dritten K-Pop-Generation, die 2015 von DSP Media gegründet wurde.

## Geschichte

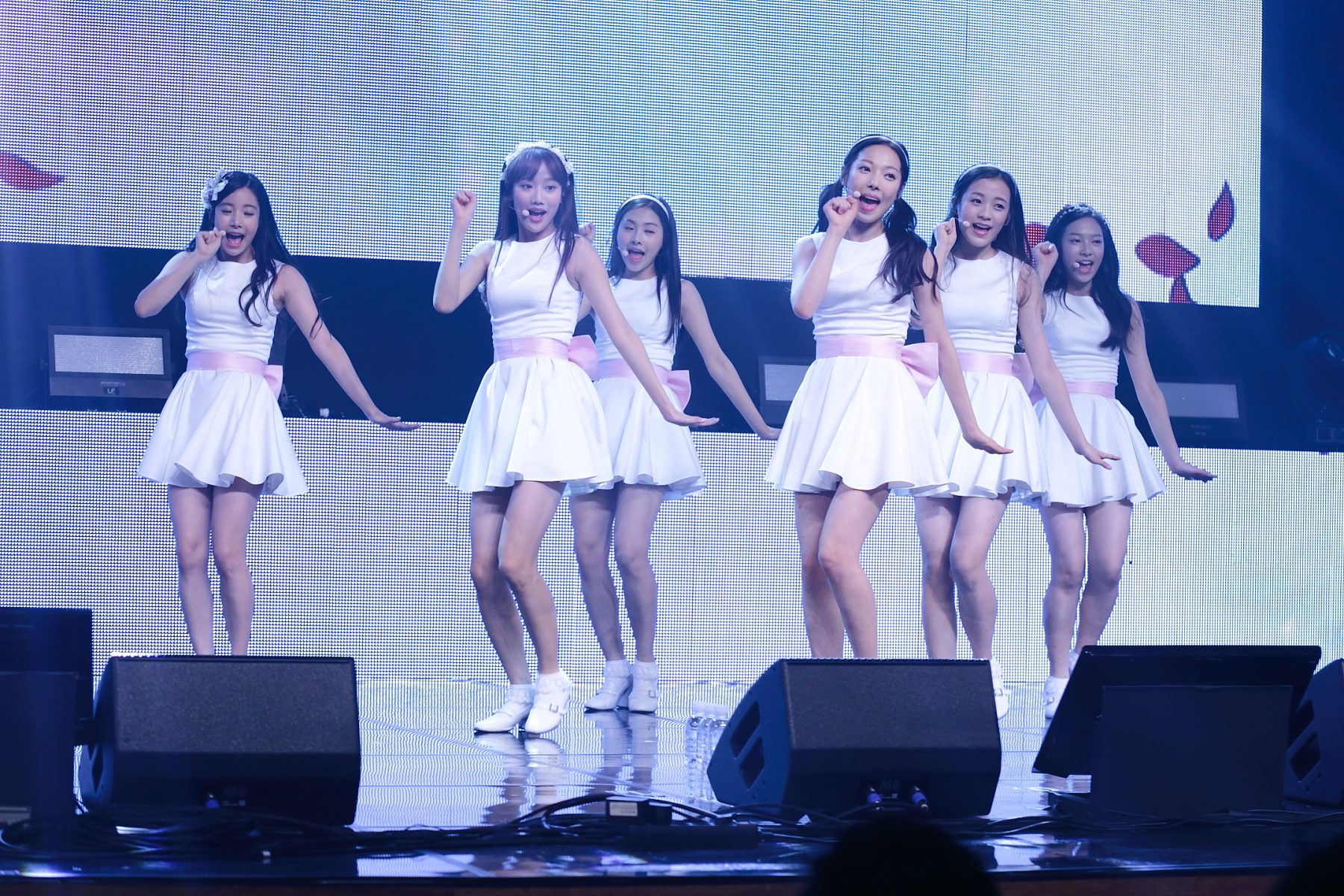
April bei ihrem Debüt

Aprils Gründung wurde im Februar 2015 angekündigt. Sie debütierten mit dem EP Dreaming und dem dazugehörigen Haupttitel Dream Candy am 24. August 2015. Bereits im November dieses Jahres verließ Somin die Gruppe aufgrund von persönlichen Differenzen in Bezug auf das Konzept der Band.
Im Februar 2016 wurde der offizielle Fanclubname „Fineapple“ (koreanisch 파인에플) vorgestellt. Die zweite EP der Gruppe, Spring, wurde am 27. April 2016 veröffentlicht. Sie enthält sechs Lieder, darunter die Lead-Single Tinkerbell (koreanisch 팅커벨). Am 29. Oktober kündigte Hyunjoo nach einer siebenmonatigen Pause ihren offiziellen Ausstieg an, um eine Schauspielkarriere zu verfolgen. Kurz danach wurden mit Chaekyung und Rachel zwei neue Mitglieder vorgestellt. Darum veröffentlichte April ihr drittes EP Prelude erneut als sechsköpfige Gruppe am 3. Januar 2017. Der Titeltrack ist April Story (koreanisch 봄의 나라 이야기). Am 20. September wurde ihre vierte EP Eternity zusammen mit dem Titeltrack Take My Hand (koreanisch 손을 잡아줘) veröffentlicht.
Am 12. März und 4. Oktober 2018 erschienen mit The Blue und The Ruby das fünfte und sechste EP der Gruppe. Am 22. April 2020 erschien das siebente EP mit dem Titel Da Capo.
Am 28. Januar 2022 gab DSP Media die Auflösung der Gruppe bekannt.

## Diskografie

### EPs
- 2015: Dreaming
- 2016: Spring
- 2017: Prelude
- 2017: Eternity
- 2018: The Blue
- 2018: The Ruby
- 2020: Da Capo

### Single-Alben
- 2015: Boing Boing
- 2015: Snowman
- 2017: Mayday
- 2020: Hello Summer

## Auszeichnungen
2016
- Korean Entertainment Art Awards – Best New Female Artist[3]
- Korea Brand Awards – Rising Star of Tomorrow[4]

2017
- Korean Culture & Entertainment Awards – K-Pop Artist Award[5]

2018
- Korean Culture & Entertainment Awards – K-Pop Artist Award[6]

2020
- Brand of the Year Awards – Rising Star Female Idol[7]